# Asiana Airlines

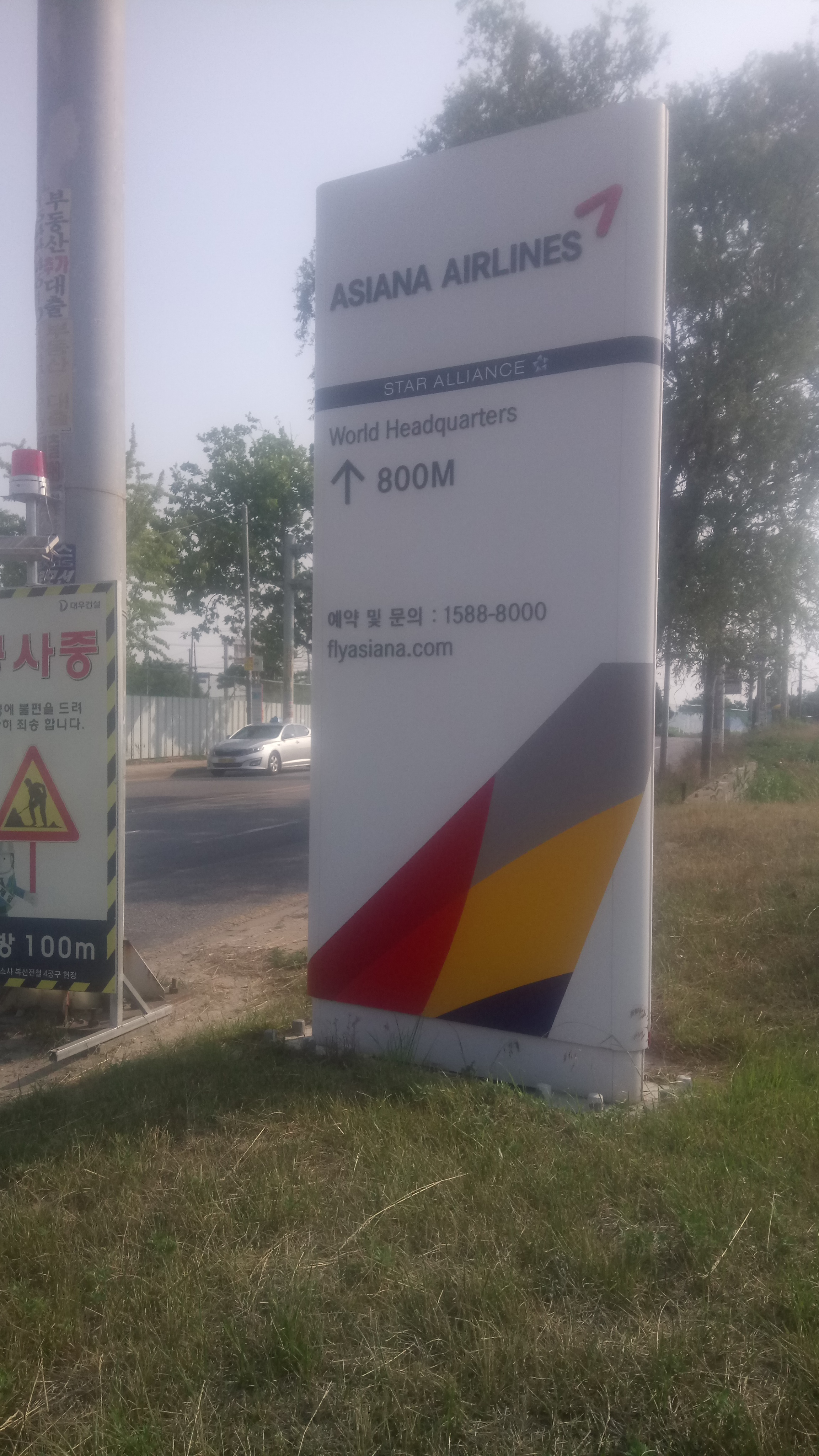
Asiana Таун (Asiana Airlines headquarters) sign

Asiana Airlines (ранее — Seoul Airlines), (KRX: 020560) — южнокорейская авиакомпания, выполняющая рейсы по 14 внутренним и 90 международным направлениям в 21 страну, член глобального авиационного альянса пассажирских перевозок Star Alliance.
Штаб-квартира и главный транзитный узел (хаб) международных перевозок авиакомпании расположены в Международном аэропорту Сеула Инчхон, а хаб внутренних перевозок — в Международном аэропорту Сеула Кимпхо.
Asiana Airlines является одной из десяти авиакомпаний мира, получивших пятизвёздочный рейтинг от Skytrax.

## История
Компания Asiana основана 17 февраля 1988 года и начала деятельность в декабре 1988 года с рейсов в Пусан. Она была сформирована Kumho Asiana Group (ранее Kumho Group) как часть курса Южнокорейского правительства на создание второй национальной авиакомпании и изначальна называлась Seoul Air International. Южнокорейское правительство разрешило увеличить долю иностранного владения авиакомпании с 20 % до 50 %. Авиакомпанией владеют частные инвесторы (30,53 %), Kumho Industrial (29,51 %), Kumho Petrochemical (15,05 %), иностранные инвесторы (11,9 %), Korea Development Bank (7,18 %) и другие (5,83 %). По состоянию на март 2007 года в компании работало 7799 человек (на март 2007 года).
Asiana Airlines быстро расширилась с момента своего основания в 1988 году и превратилась в глобального перевозчика среднего размера с флотом из 69 воздушных судов, предоставляя услуги в 66 городов мира в 21 стране по 82 маршрутам и в 12 городах Южной Кореи по 15 маршрутам. В 2007 году авиакомпания имела общие продажи приблизительно 3 млрд долларов США.
В феврале 2006 года Asiana Airlines модернизировала свой корпоративный стиль для приведения в соответствие с другими отделами своей родительской компании Kumho Asiana Group. Названия классов путешествий были изменены с First Class, Business Class и Economy Class на First, Business и Travel classes соответственно, а цвета этих классов были изменены на жёлтый, синий и красный соответственно. Также планируется ввести новую форму для экипажа.
18 апреля 2007 Skytrax присудила компании престижный пятизвездочный ранг (наравне с Cathay Pacific, Malaysia Airlines, Qatar Airways, Singapore Airlines и Kingfisher Airlines).
В 2016 году появится лоукостер авиакомпании Air Seoul.
В декабре 2019 года Asiana Airlines сменила хозяина. Вместе с Asiana проданы и принадлежащие ей дочерние компании — лоукостеры Air Busan и Air Seoul, а также несколько других фирм холдинга. Покупателем выступил консорциум из корейских компаний HDC Hyundai Development и Mirae Asset Daewoo, который заключил сделку о продаже с концерном Kumho Asiana Group. Стоимость сделки составила 2,5 триллиона вон или около 2,2 миллиардов долларов. За эту сумму консорциум получил 33,5 % акций Asiana, а также права на новые акции и шесть дочерних компаний холдинга Asiana. Причиной продажи компании стало то, что Asiana Airlines и Kumho Asiana Group испытывали серьёзные финансовые трудности. Авиакомпания несла убытки и должна была расплачиваться по займам. На конец 2019 года долги Asiana различным финансовым институтам составляли около трех триллионов вон или составляет порядка 2,6 млрд долларов.

## Заметные достижения
- ISO присудила Asiana первую в классе сертификацию за соответствие критериям ISO 14001 в 1996 году[9].

- В 2001 году министерство окружающей среды Южной Кореи назвало Asiana Airlines компанией, наиболее дружественной окружающей среде среди компаний индустрии обслуживания[10].

- 17 февраля 2009 года Air Transport World присудила награду «Авиакомпания года», которая считается одной из наиболее почётных наград в авиаиндустрии[11].

- 21 мая 2010 года Asiana Airlines была выбрана лучшей авиакомпанией мира. Об этом свидетельствуют результаты рейтинга, составленного британским исследовательским агентством Skytrax[12].

## Код-шеринг

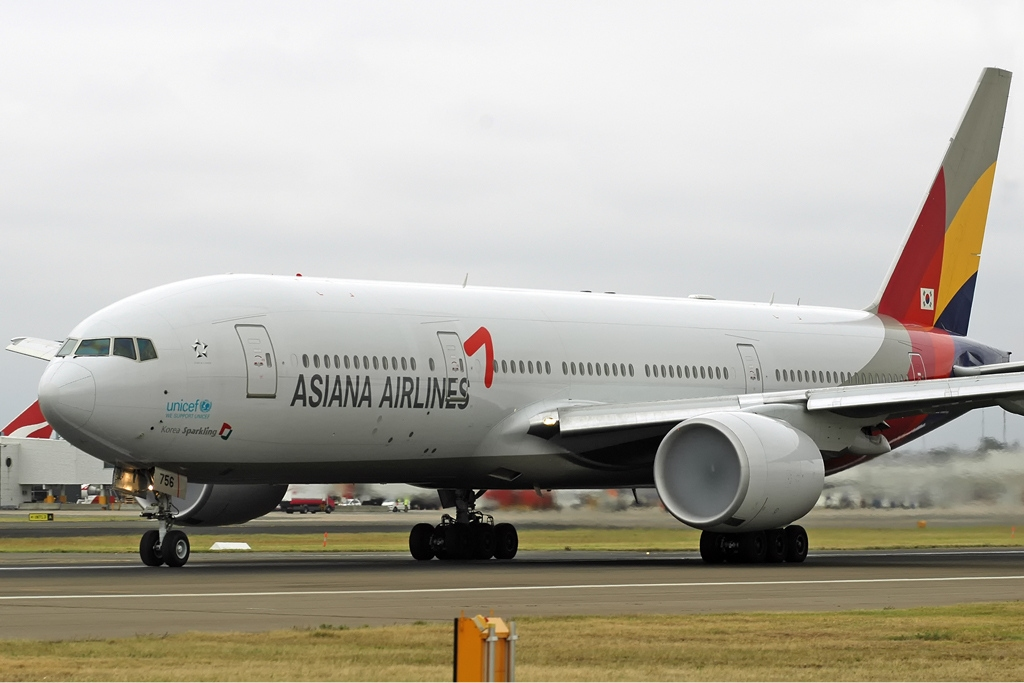
Boeing 777-200ER авиакомпании Asiana Airlines в новой ливрее на рулении в аэропорту Канберры (Австралия)

Авиакомпания имеет соглашения о код-шеринге со следующими компаниями (на ноябрь 2008):
- Air Busan
- Air Astana
- Air Canada (Star)
- Air China (Star)
- Air New Zealand (Star)
- All Nippon Airways (Star)
- China Eastern Airlines
- China Southern Airlines (SkyTeam)
- EgyptAir (Star)
- LOT Polish Airlines (Star)
- Qantas (Oneworld)
- Qatar Airways
- Shanghai Airlines (Star)
- Shenzhen Airlines
- Singapore Airlines (Star)
- South African Airways (Star)
- Thai Airways International (Star)
- Turkish Airlines (Star)
- United Airlines (Star)
- US Airways (Star)
- S7 Airlines (Oneworld)

## Флот авиакомпании
В августе 2021 года флот Asiana Airlines состоял из 83 самолётов, средний возраст которых 11,9 лет:
| Самолёт          | В эксплуатации | Заказано | Количество мест | Количество мест | Количество мест | Количество мест | Количество мест | Примечание                                                  |
| Самолёт          | В эксплуатации | Заказано | P               | J               | S               | Y               | Всего           | Примечание                                                  |
| ---------------- | -------------- | -------- | --------------- | --------------- | --------------- | --------------- | --------------- | ----------------------------------------------------------- |
| Airbus A320-200  | 3              | —        | —               | —               | —               | 159             | 159             |                                                             |
| Airbus A321-100  | 1              | —        | —               | —               | —               | 200             | 200             |                                                             |
| Airbus A321-200  | 14             | —        | —               | 12              | —               | 159             | 171             | Один борт в ливрее Star Alliance.                           |
| Airbus A321-200  | 14             | —        | —               | 12              | —               | 162             | 174             | Один борт в ливрее Star Alliance.                           |
| Airbus A321-200  | 14             | —        | —               | —               | —               | 195             | 195             | Один борт в ливрее Star Alliance.                           |
| Airbus A321neo   | 4              | 25       | Будет объявлено | Будет объявлено | Будет объявлено | Будет объявлено | Будет объявлено | Начало поставок в 2019 году.                                |
| Airbus A330-300  | 15             | —        | —               | 30              | —               | 245             | 275             |                                                             |
| Airbus A330-300  | 15             | —        | —               | 30              | —               | 260             | 290             |                                                             |
| Airbus A330-300  | 15             | —        | —               | 30              | —               | 268             | 298             |                                                             |
| Airbus A350-900  | 13             | 15       | —               | 28              | 36              | 247             | 311             | Поставки до 2025 года. Заказ с опционом на 10 ещё бортов.   |
| Airbus A350-1000 | —              | 9        | Будет объявлено | Будет объявлено | Будет объявлено | Будет объявлено | Будет объявлено | Поставки до 2025 года. Заказ с опционом на 10 ещё бортов.   |
| Airbus A380-800  | 6              | —        | 12              | 66              | —               | 417             | 495             |                                                             |
| Boeing 767-300   | 6              | —        | —               | 15              | —               | 235             | 250             | Один борт в ливрее Star Alliance. Будет списан в 2024 году. |
| Boeing 767-300   | 6              | —        | —               | —               | —               | 270             | 270             | Один борт в ливрее Star Alliance. Будет списан в 2024 году. |
| Boeing 767-300   | 6              | —        | —               | —               | —               | 290             | 290             | Один борт в ливрее Star Alliance. Будет списан в 2024 году. |
| Boeing 777-200ER | 9              | —        | —               | 22              | —               | 278             | 300             | Один борт в ливрее Star Alliance.                           |
| Boeing 777-200ER | 9              | —        | —               | 24              | —               | 277             | 301             | Один борт в ливрее Star Alliance.                           |
| Boeing 777-200ER | 9              | —        | —               | 24              | —               | 278             | 302             | Один борт в ливрее Star Alliance.                           |
| Boeing 747-400F  | 12             | —        | Грузовой        | Грузовой        | Грузовой        | Грузовой        | Грузовой        |                                                             |
| Всего:           | 83             | 0        |                 |                 |                 |                 |                 |                                                             |

### Ранее эксплуатируемые самолёты
Авиакомпания ранее эксплуатировала следующие типы самолётов:

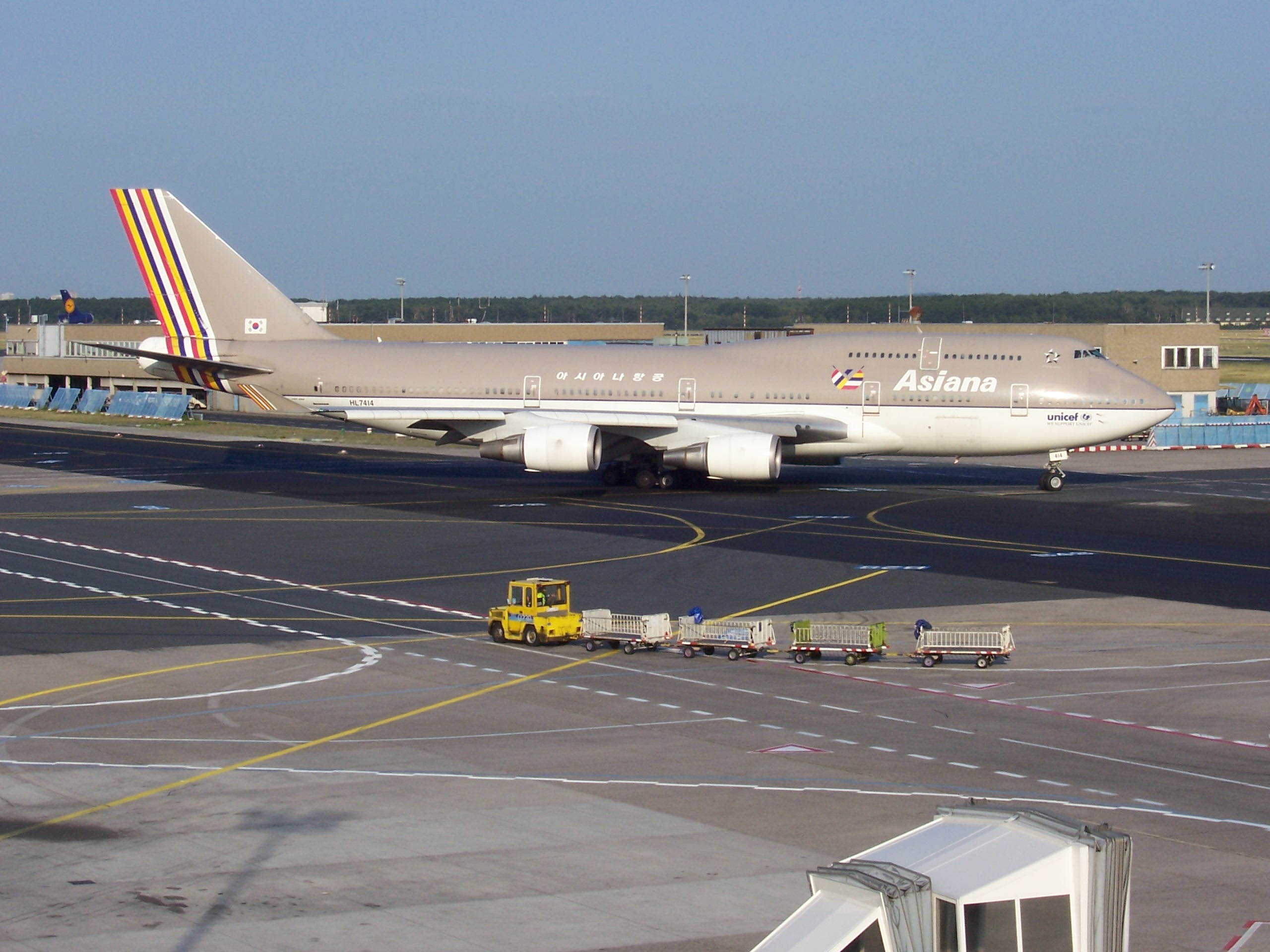
Boeing 747-48EM Asiana Airlines в прежней ливрее в Международном аэропорту Франкфурта

| Самолёт          | Количество | Получен | Списан | Замена          | Примечание |
| ---------------- | ---------- | ------- | ------ | --------------- | ---------- |
| Boeing 737-400   | 26         | 1988    | 2013   | Airbus A320     |            |
| Boeing 737-500   | 7          | 1992    | 2008   | Airbus A320     |            |
| Boeing 747-400M  | 6          | 1991    | 2017   | Airbus A350 XWB |            |
| Boeing 767-300ER | 9          | 1991    | 2006   | Airbus A330-300 |            |

## Происшествия
6 июля 2013 года Boeing 777 авиакомпании, выполнявший рейс из Сеула, разрушился после жёсткой посадки в аэропорту Сан-Франциско , погибло 3 человека.
26 июня 1993 года Boeing 737 выполнявший рейс OZ733 Разбился вблизи аэропорта Мокпхо, погибло 68 человек.
14 апреля 2015 года Airbus A320, выполнявший рейс 162 из аэропорта Инчхон в Хиросиму, при посадке уклонился ниже посадочной траектории, задел наземную конструкцию (антенное оборудование аэропорта) в районе взлётно-посадочной полосы и совершил жёсткую посадку за её пределами. 27 человек получили травмы, самолёт получил повреждения левого крыла и двигателя № 1.

## Культурные аспекты
4 января 2012 года была показана корейская дорама «Позаботься о нас, Капитан». Asiana Airlines принимала участие как Wings Air.